# Maytenus buxifolia
Maytenus buxifolia là một loài thực vật có hoa trong họ Dây gối. Loài này được (A. Rich.) Griseb. mô tả khoa học đầu tiên năm 1866.